# Duca di Buckingham e Normanby

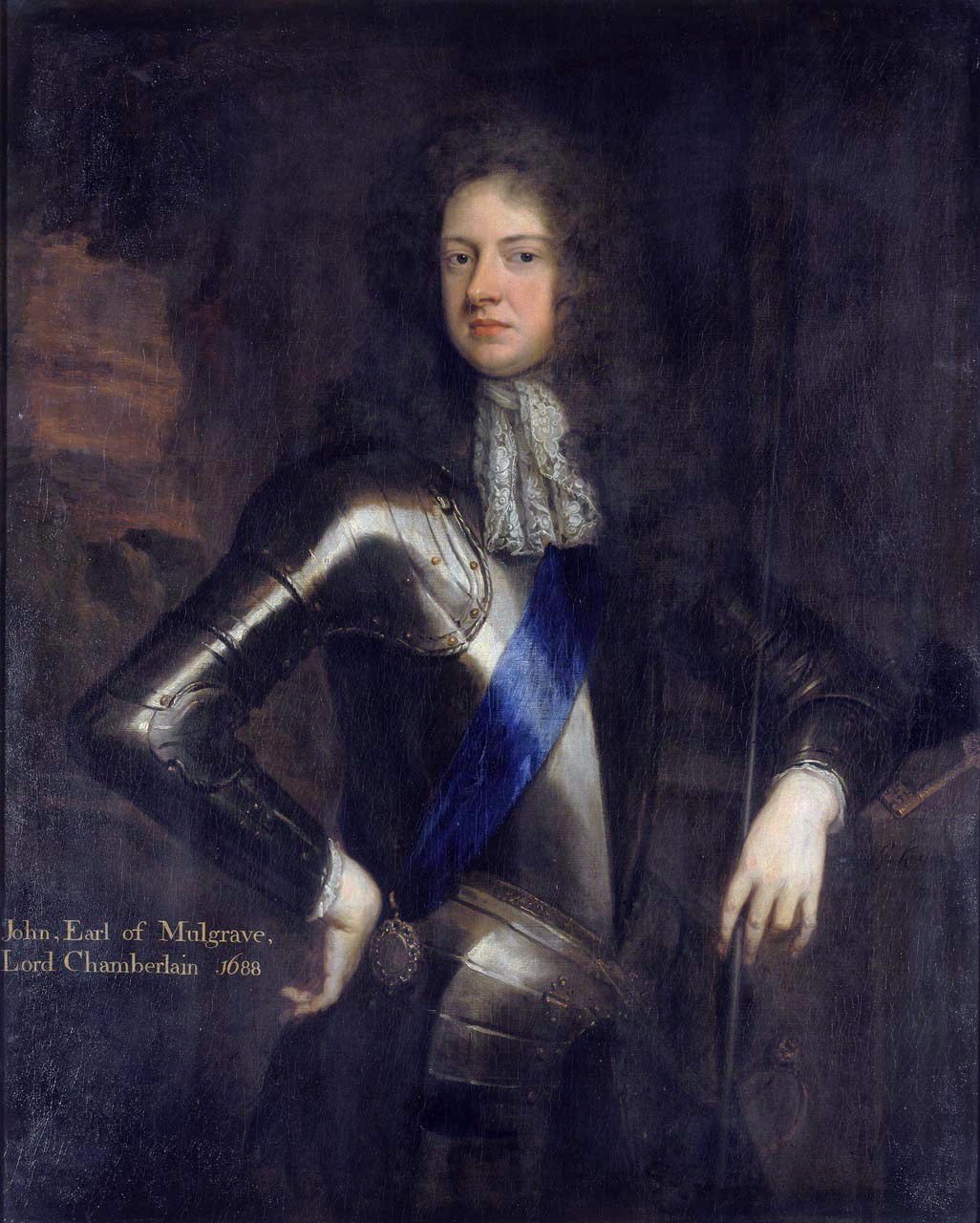
Ritratto di John Sheffield, I duca di Buckingham e Normanby.

Il titolo di duca di Buckingham e Normanby era un titolo nobiliare inglese che rendeva pari del regno. Il titolo completo era "duca della contea di Buckingham e Normanby" ma si utilizzò sempre la forma, più breve, di "duca di Buckingham e Normanby". Il titolo fu conferito per la prima volta a John Sheffield, III conte di Mulgrave, membro di spicco del partito Tory dell'ultimo periodo di regno degli Stuart, nel 1703. Egli aveva servito la regina Anna come Lord Privy Seal e Lord President of the Council. Nel 1694 era stato nominato anche marchese di Normanby. Il titolo di duca di Buckingham e Normanby si estinse alla morte del secondo duca, Edmund Sheffield, nel 1735.
La terza moglie del primo Duca, lady Catherine (Darnley), era figlia di Re Giacomo II d'Inghilterra e fu madre del secondo duca.
La famiglia Sheffield discendeva da Sir Edmund Sheffield, che nel 1547 era stato alzato a livello di pari del regno con il conferimento del titolo di barone Sheffield. Il terzo barone Sheffield era stato, tra il 1603 e il 1619, Lord Lieutenant of Yorkshire ed era stato nominato conte di Mulgrave nel 1626.
Nel 1735 la maggior parte dei beni della famiglia passarono a Sir Charles Norbert Sheffield, figlio naturale del primo Duca e capostipite degli attuali baronetti (di Normanby Hall), tra i suoi membri attuali Samantha (nata 1971), moglie di David Cameron, ex primo ministro del Regno Unito. Sono parenti di diverse importanti famiglie nobili britanniche ed antenati, tra gli altri, di Cara Delevingne. Un'altra parte del patrimonio, compreso il castello di Mulgrave, passò alla sorella del secondo duca, i cui discendenti portano oggi il titolo di Marchese di Normanby (e il titolo di conte di Mulgrave per l'erede), già usato dal primo Duca di Buckingham e Normanby, e poi dai suoi figli. 
La loro residenza londinese era Buckingham House, in seguito venduta dalla stessa famiglia Sheffield alla famiglia reale britannica, poi ampliata e divenuta oggi Buckingham Palace.

## Membri della famiglia Sheffield

### Baroni Sheffield
- Edmund Sheffield, I barone Sheffield (1521–1549)
- John Sheffield, II barone Sheffield (c. 1538–1568)
- Edmund Sheffield, III barone Sheffield (c. 1564–1646) (creato conte di Mulgrave nel 1626)

### Conti di Mulgrave
- Edmund Sheffield, I conte di Mulgrave (c. 1564–1646)
- Edmund Sheffield, II conte di Mulgrave (1611–1658)
- John Sheffield, III conte di Mulgrave (1647–1721) (creato marchese di Normanby nel 1694 e duca di Buckingham e Normanby nel 1703)

### Duchi di Buckingham and Normanby
- John Sheffield, I duca di Buckingham e Normanby (1648–1721)
- Edmund Sheffield, II duca di Buckingham e Normanby (1716–1735)